# Dolopichthys
Dolopichthys is een geslacht van straalvinnige vissen uit de familie van armvinnigen (Oneirodidae). Het geslacht is voor het eerst wetenschappelijk beschreven in 1899 door Garman.

## Soorten
- Dolopichthys allector Garman, 1899
- Dolopichthys danae Regan, 1926
- Dolopichthys dinema Pietsch, 1972
- Dolopichthys jubatus Regan & Trewavas, 1932
- Dolopichthys karsteni Leipertz & Pietsch, 1987
- Dolopichthys longicornis Parr, 1927
- Dolopichthys pullatus Regan & Trewavas, 1932